# آيت بوبكر (إيمولاس)
آيت بوبكر هي إحدى مشيخات المملكة المغربية، تتبع جغرافيا لإقليم تارودانت وإداريًا لإيمولاس. يقدر عدد سكانها بـ 22121 نسمة حسب الإحصاء الرسمي للسكان والسكنى لسنة 2004.